# Anu-Laura Tuttelberg
Anu-Laura Tuttelberg és una directora de pel·lícules d'animació d'Estònia. Teisel pool metsa fou la seua primera pel·lícula professional. Aquesta fou publicada el 2014 i combina tècniques de stop-motion i actors reals per a crear un microcosmos surrealista que alhora siga plausible. Ha experimentat també amb l'ús de marionetes de ceràmica a la pel·lícula Winter in the Rainforest.

## Pel·lícules on ha estat involucrada
- Silla alla (2008): com a directora de l'animació.[4]
- Koolja (2009):[5] com a confeccionadora dels ninots.[6]
- Kärbeste veski[7] (2011): com a directora, animadora i guionista[8]
- Limonaadi lugu (2013): com a directora de l'animació[9] i confeccionadora dels ninots.[6]
- Teisel pool metsa (2014): com a directora, animadora i guionista.[10]
- Tik-Tak (2015): coma directora d'art.[11]
- Tühi ruum (2016): com a codirectora d'art.[12]